# ایزیدور ایزاک رابی
ایزیدور ایزاک رابی (به انگلیسی: Isidor Isaac Rabi) (زاده ۲۹ ژوئیه ۱۸۹۸، ریمانوف، اتریش-مجارستان (اکنون در لهستان) – درگذشته ۱۱ ژانویه ۱۹۸۸) فیزیک‌دان لهستانی‌تبار بود. وی در سال ۱۹۲۷ از دانشگاه کلمبیا با مدرک دکترا فارغ‌التحصیل شد. رابی در سال ۱۹۴۴ به خاطر ابداع روش تشدید برای ثبت خواص مغناطیسی هسته‌های اتمی موفق به دریافت جایزه نوبل فیزیک گردید.